# Патриархат (сериал)
„Патриархат“ е български 7-сериен телевизионен игрален филм (драма) от 2005 година на режисьора Дочо Боджаков, по сценарий на Георги Мишев. Оператор е Иван Варимезов. Музиката в сериала е композирана от Кирил Дончев.

## Актьорски състав
- Кръстю Лафазанов – Пеню Булгуров (в 7 серии: от I до VII вкл.)
- Николай Урумов – Гено Кабаков (в 7 серии: от I до VII вкл.)
- Христо Гърбов – Дракалиев (Феникс) (в 7 серии: от I до VII вкл.)
- Деян Донков – Иван Бондов (в 7 серии: от I до VII вкл.)
- Димитър Рачков – Дочко Булгуров (в 7 серии: от I до VII вкл.)
- Нона Йотова – Белла Слатинска (в 4 серии: I, II, III, V)
- Йоана Буковска – учителката Здравка (в 7 серии: от I до VII вкл.)
- Васил Василев-Зуека – Сава Недев (в 7 серии: от I до VII вкл.)
- Малин Кръстев – Недю Недев (в 7 серии: от I до VII вкл.)
- Филип Аврамов – бъчварят Манол (в 7 серии: от I до VII вкл.)
- Стефка Янорова – Бина (в 6 серии: I, II, III, IV, V, VII)
- Васил Банов – Петър Недев (в 6 серии: I, III, IV, V, VI, VII)
- Любен Чаталов – Игнат Няголов (в 7 серии: от I до VII вкл.)
- Биляна Петринска – Теофана, любовницата на Няголов (в 7 серии: от I до VII вкл.)
- Мария Статулова – (в 3 серии: I, IV, VII)
- Ваня Цветкова – богаташката Еврофеева (в 6 серии: I, II, III, IV, VI, VII)
- Владимир Пенев – богаташът Еврофеев (в 7 серии: от I до VII вкл.)
- Калин Врачански (в 7 серии: от I до VII вкл.)
- Мария Сапунджиева (в 5 серии: I, III, V, VI, VII)
- Маргарита Пехливанова (в 6 серии: I, II, III, IV, VI, VII)
- Николай Кимчев (в 6 серии: I, II, III, IV, VI, VII)
- Емил Котев – Ричо, съпруг на Теофана (в 7 серии: от I до VII вкл.)
- Румен Григоров (в 1 серия: I)
- Силвия Лулчева – Лунга (в 4 серии: I, II, III, VII)
- Елизабета Стефановска (в 5 серии: I, II, III, VI, VII)
- Красимир Доков – разсилен (в 5 серии: от I до V вкл.)
- Румена Трифонова (в 2 серии: I, V)
- Борислав Стоилов (в 6 серии: I, II, IV, V, VI, VII)
- Мирослав Чакринов (в 1 серия: I)
- Ленко Гурков (в 2 серии: I, II)
- Максим Генчев (в 6 серии: от I до VI вкл.)
- Йордан Биков – дядо Каньо (в 5 серии: I, II, V, VI, VII)
- Теодор Елмазов – Фелисовата (в 7 серии: от I до VII вкл.)
- Стефан Щерев (в 5 серии: I, IV, V, VI, VII)
- Яни Йозов (в 7 серии: от I до VII вкл.)
- Петър Калчев (в 6 серии: I, II, III, IV, VI, VII)
- Христина Петрова (в 4 серии: I, IV, V, VII)
- Стефан Сотиров (в 3 серии: I, II, IV)
- Антон Радичев – собственикът на хана (в 2 серии: II, III)
- Койна Русева – Мичето (Мичон) (в 5 серии: II, III, IV, V, VII)
- Георги Вачев – Федя Маразов (в 4 серии: II, III, V, VI)
- Цветан Алексиев (в 4 серии: II, III, V, VI)
- Петко Каменов (в 5 серии: II, III, IV, VI, VII)
- Веселин Мезеклиев (в 1 серия: II)
- Стоян Алексиев (в 2 серии: II, III)
- Теодор Янев (в 1 серия: II)
- Велико Стоянов (в 2 серии: II, VI)
- Георги Спасов – цар Борис III (в серия: III), Тодор Живков (в серия: VII)
- Наталия Бардская (в 1 серия: III)
- Ана Пападопулу – Симеонка (в 5 серии: от III до VII вкл.)
- Валентин Ганев – Вермонт, руски поет-акмеист (в 1 серия: III)
- Симеон Алексиев (в 1 серия: III)
- Константин Станчев (в 3 серии: III, IV, VII)
- Иван Арсов (в 1 серия: III)
- Васил Бъчваров – (в 1 серия: III)
- Мариан Бачев – Думса (в 2 серии: IV, V)
- Весела Казакова – Живка (в 2 серии: IV, V)
- Радой Стойчев (в 1 серия: IV)
- Павел Паймаков (в 1 серия: IV)
- Христо Лалев (в 1 серия: IV)
- Димитрина Живкова (в 3 серии: V, VI, VII)
- Павел Поппандов (в 2 серии: V, VI)
- Даниел Цочев (в 1 серия: V)
- Даниел Ангелов (в 1 серия: V)
- Александър Димов (в 1 серия: V)
- Иван Пешев (в 3 серии: V, VI, VII)
- Деница Панова (в 1 серия: V)
- Милена Спиридонова (в 1 серия: V)
- Ива Софиянска (в 1 серия: V)
- Виктор Караиванов (в 2 серии: V, VI)
- Николай Станоев (в 2 серии: V, VI)
- Стоян Младенов (в 2 серии: V, VI)
- Жоро Каролинов (в 2 серии: V, VI) – момченцето
- Стефан Германов (в 1 серия: VI)
- Мирослав Николов (в 1 серия: VI)
- Марий Росен (в 1 серия: VI)
- Минчо Вачков (в 2 серии: VI, VII)
- Петър Попйорданов – Тодор Американеца, собственик на изоставената селска къща (в 1 серия: VII)
- Иван Панев (в 1 серия: VII)
- Веселин Недялков (в 1 серия: VII)
- Георги Златарев (в 1 серия: VII)
- Галина Димитрова (в 1 серия: VII)
- Петър Пашов (в 1 серия: VII)
- Андрей Рашев (в 1 серия: VII)